# Agaonidae
Agaonidae – rodzina błonkówek z nadrodziny bleskotek.

## Zasięg występowania
Przedstawiciele tej rodziny są rozprzestrzenieni w cieplejszych rejonach całego świata.
W Polsce nie występują.

## Boiologia i ekologia
Agaonidae są symbiontami figowców - każdy gatunek figowca ma jeden lub dwa gatunki symbiotyczne. Samice składają jaja wewnątrz kwiatostanów, zaś larwy rozwijają się w galasach. Samce z jednego pokolenia, żerujące na tym samym pojedynczym drzewie, wydostają się z komór poczwarkowych w momencie dojrzewania jego kwiatów, wszystkie w tym samym czasie. Nigdy nie opuszczają one kwiatów a jedynie wędrują wewnątrz nich by znaleźć najbliższą samicę zanim opuści ona galas. Po zapłodnieniu samica wychodzi przez tunel wygryziony przez samca oraz, szukając drogi wydostania się z kwiatu, zostaje obsypana pyłkiem. Następnie opuszcza ona macierzyste drzewo szukając innego którego kwiatostany znajdują się w innej fazie rozwoju.
Przedstawiciele Sycoecinae, Sycophaginae i Otitesellinae zaliczani wcześniej do tej rodziny mogą tworzyć galasy na figowcach, bądź być parazytoidami larw Agaonidae.

## Systematyka
Obecnie do Agaonidae zaliczanych jest 5 podrodzin:
- Agaoninae
- Blastophaginae
- Kradibiinae
- Sycophaginae
- Tetrapusinae

Podrodziny Otitesellinae, Sycoecninae, Sycophaginae i Sycoryctinae są obecnie zaliczane do siercinkowatych.